# TOKYO RADICAL MYSTERY NIGHT
『TOKYO RADICAL MYSTERY NIGHT』（トーキョーラジカルミステリーナイト）は、1988年4月1日から1989年3月31日まで、FM東京で放送されていたラジオ番組。

## 番組概要
日替わり企画を中心に放送。
番組ではフリーペーパー「ラヂカル文庫」を発行していた。

## 放送された企画
- ダイアモンドのあたま
  - えのきどいちろうがDJを担当[2][3]。
- ナウ・ゲリラ
  - いとうせいこうがDJを担当。